# Övre Karlsro

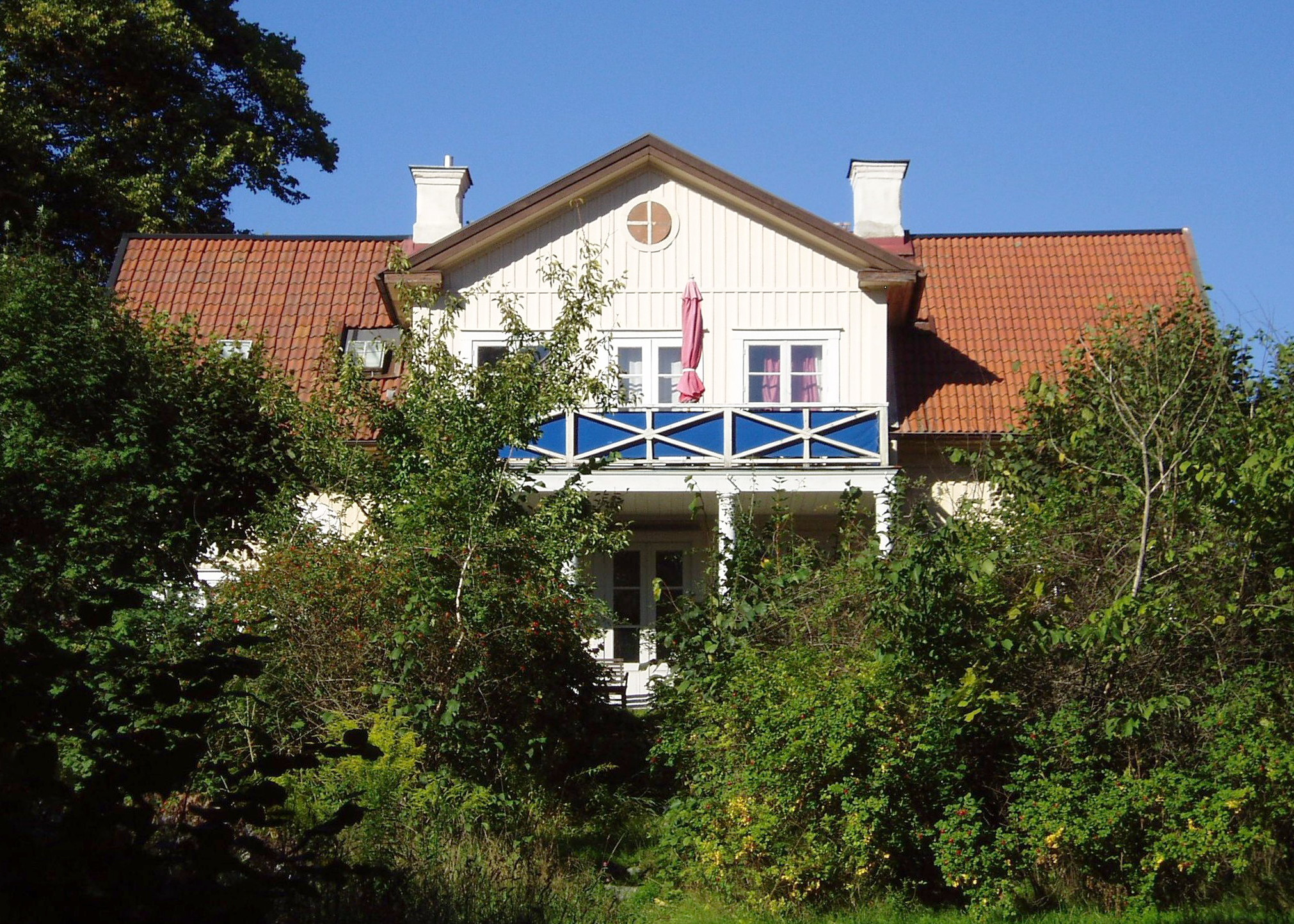
Övre Karlsro från sjösidan

Övre Karlsro, också benämnt Carl Malmstens hus, är en byggnad från omkring 1865 vid Pipers väg 18 i Bergshamra i Solna kommun. Fastigheten Växten 5 skyddas sedan 1993 som byggnadsminne.

## Historik

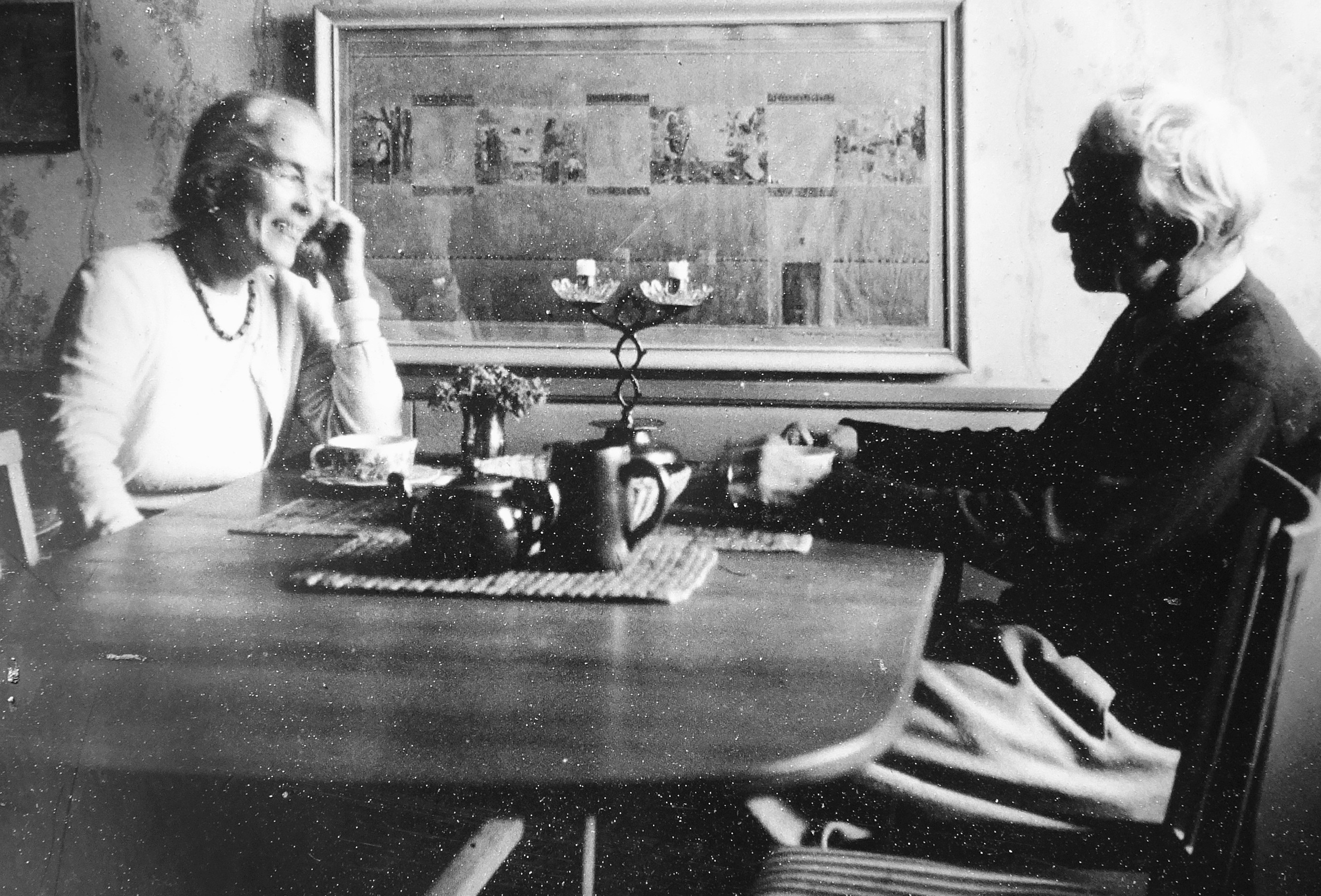
Siv och Carl Malmsten på Övre Karlsro.

Övre Karlsro var en av tre byggnader som Karl XV lät uppföra vid Brunnsviken på Bergshamra gårds ägor, vilken han arrenderade, för uthyrning som sommarbostäder till personer i sin umgängeskrets. Övre Karlsro utgjorde en sorts huvudbyggnad i en mittaxel, där de båda andra husen (Nedre Karlsro östra och västra) placerades symmetrisk som fristående flyglar något längre ner mot sjön. Mellan husen anlades en engelsk park. Övre Karlsro hade ursprungligen en sexdelad plan med salen i husets mitt.
Carl Malmsten tillbringade sina barndoms somrar i Bergshamra eftersom Övre Karlsro köpts av Malmstens morfar, Jean-François Régis Cadier. Malmsten började år 1920 att hyra Karlsro av sin moster Anna Cadier och kom fem år senare att köpa byggnaden. Han byggde till ateljéutrymmen och skapade mycket av den fasta inredningen. 1930 gav han huset ett mera klassicistiskt utseende, varvid den ursprungliga snickarglädjen avlägsnades. Malmsten bodde på Övre Karlsro större delen av sitt liv tillsammans med stora delar av sin familj och byggnaden har byggts om och byggts till flera gånger efter familjens behov, bland annat med låga flyglar på båda gavlarna. En brand 1970 förstörde delar av villan som dock återställdes.
Vid Pipers väg 16 ligger Malmstens västra villa. Huset var ursprungligen ett stall och är idag ombyggt till bostad.

## Bilder

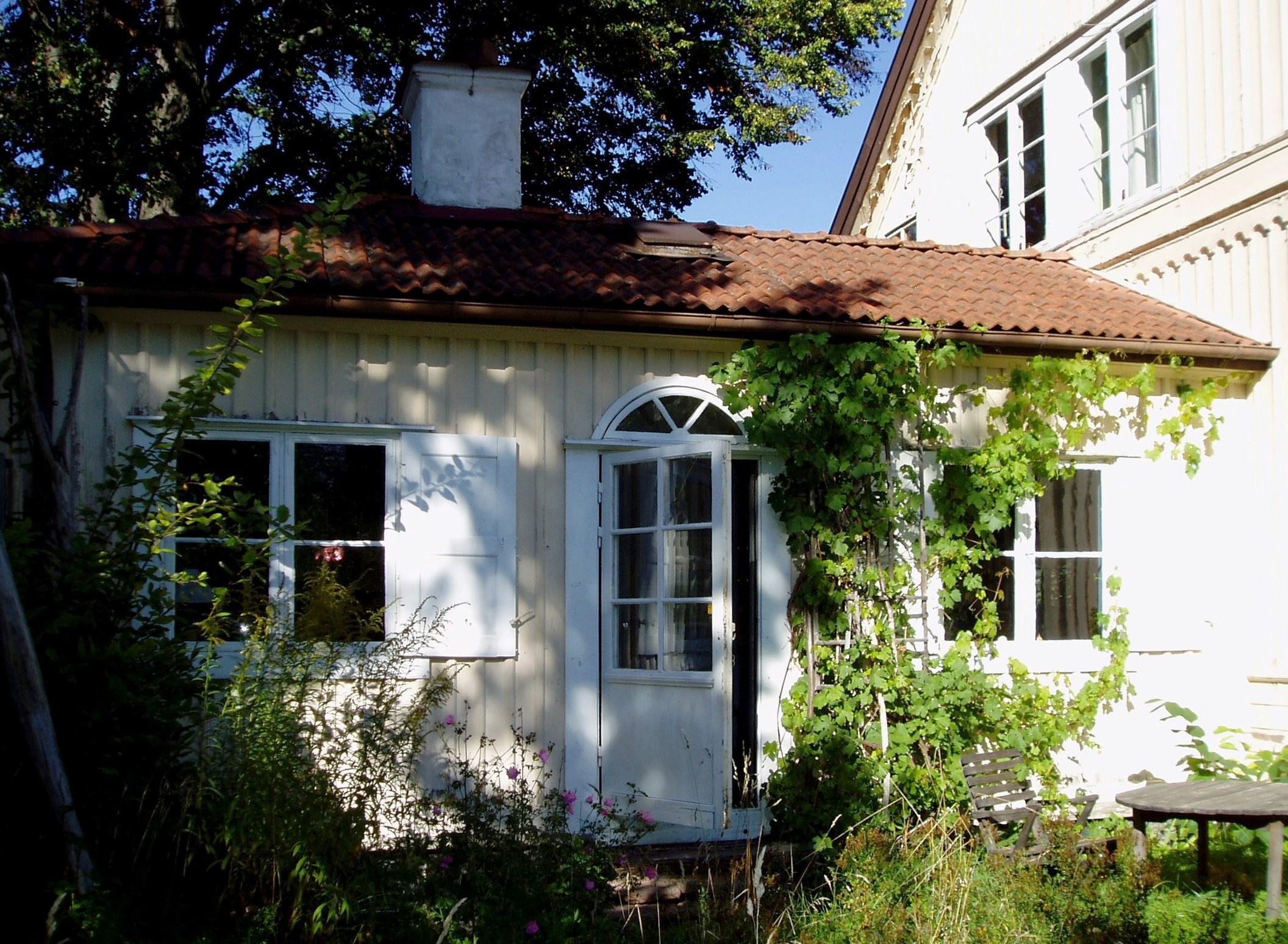
Övre Karlsro, västra flygeln.
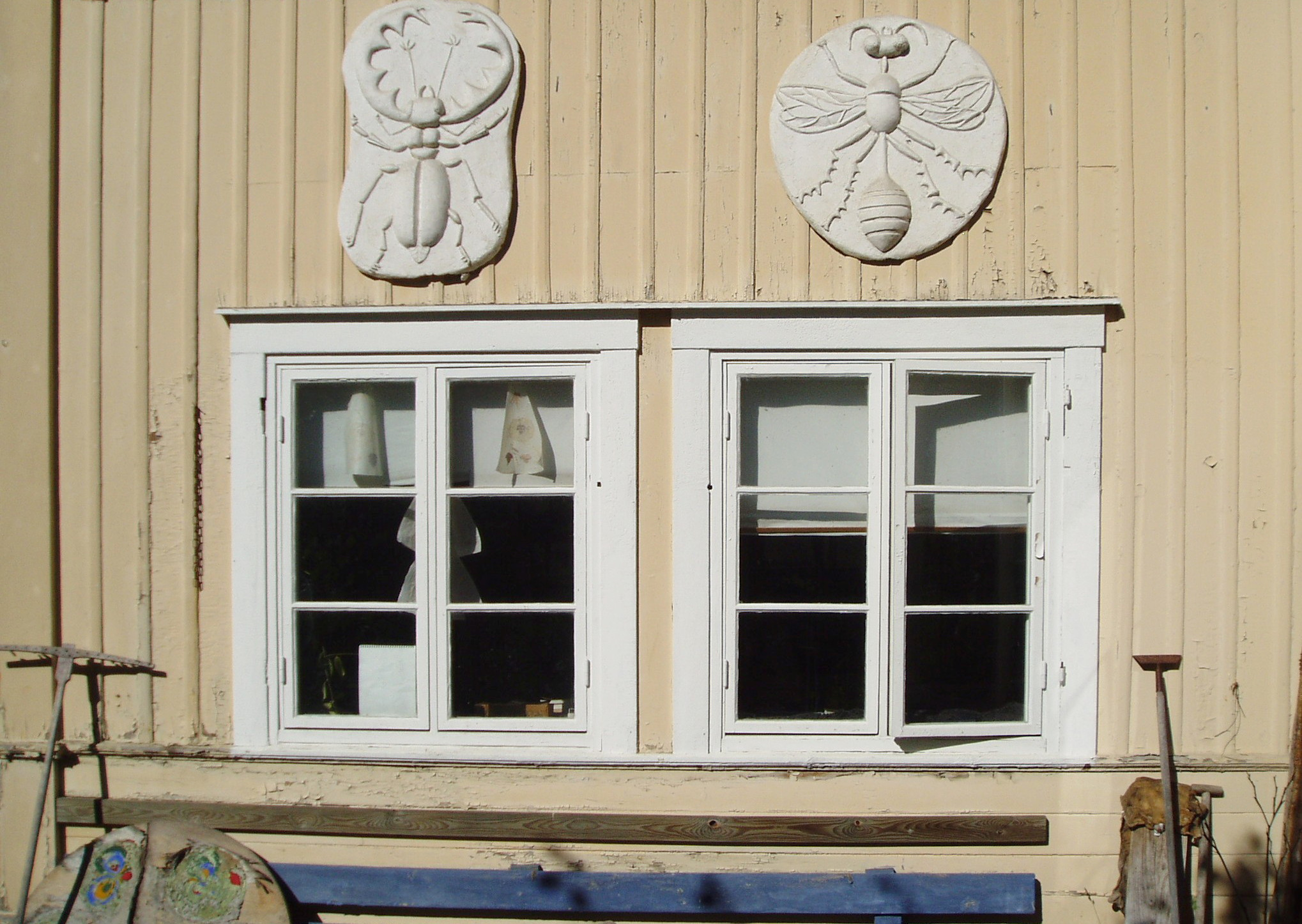
Fasaddetalj.
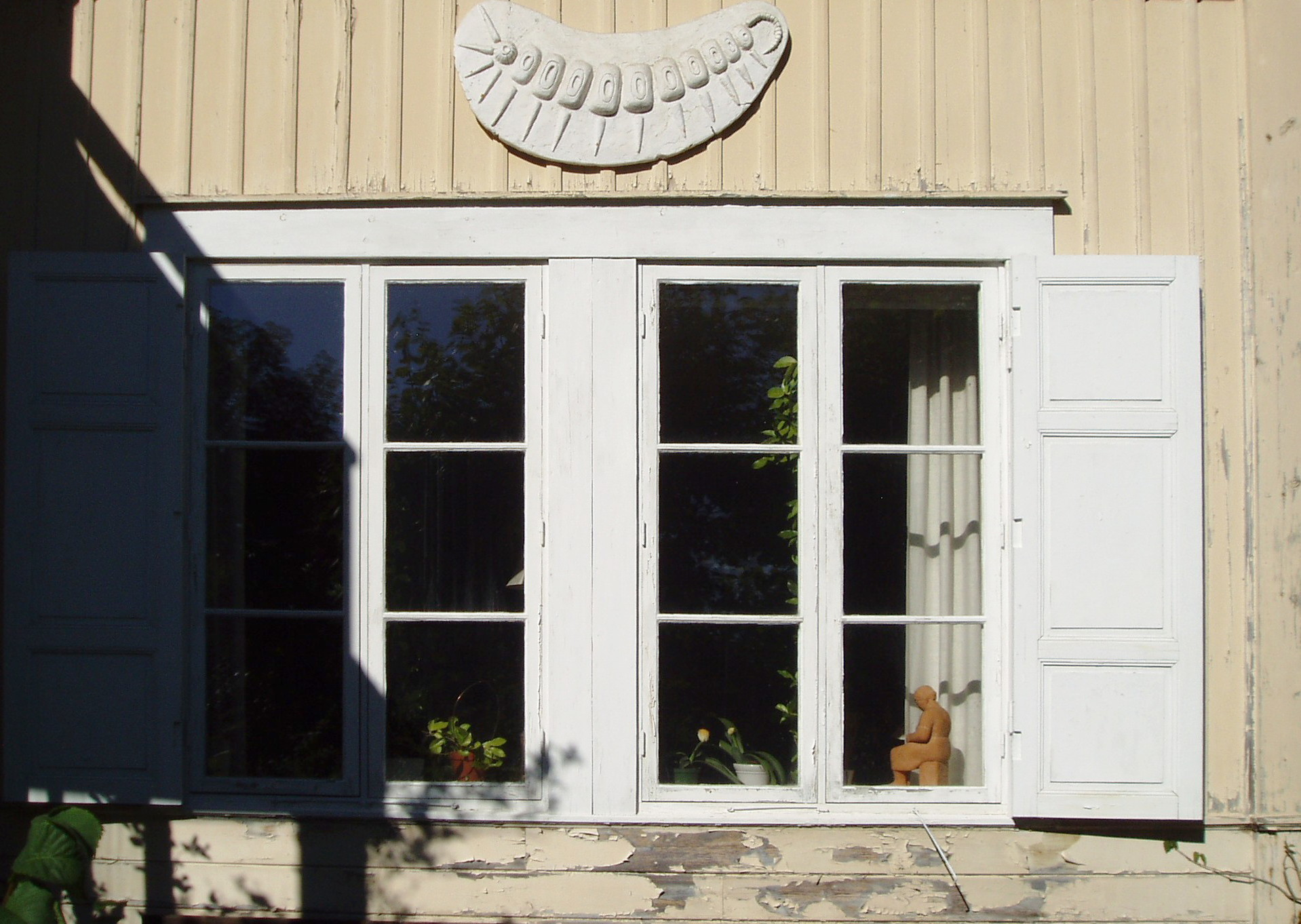
Fasaddetalj.
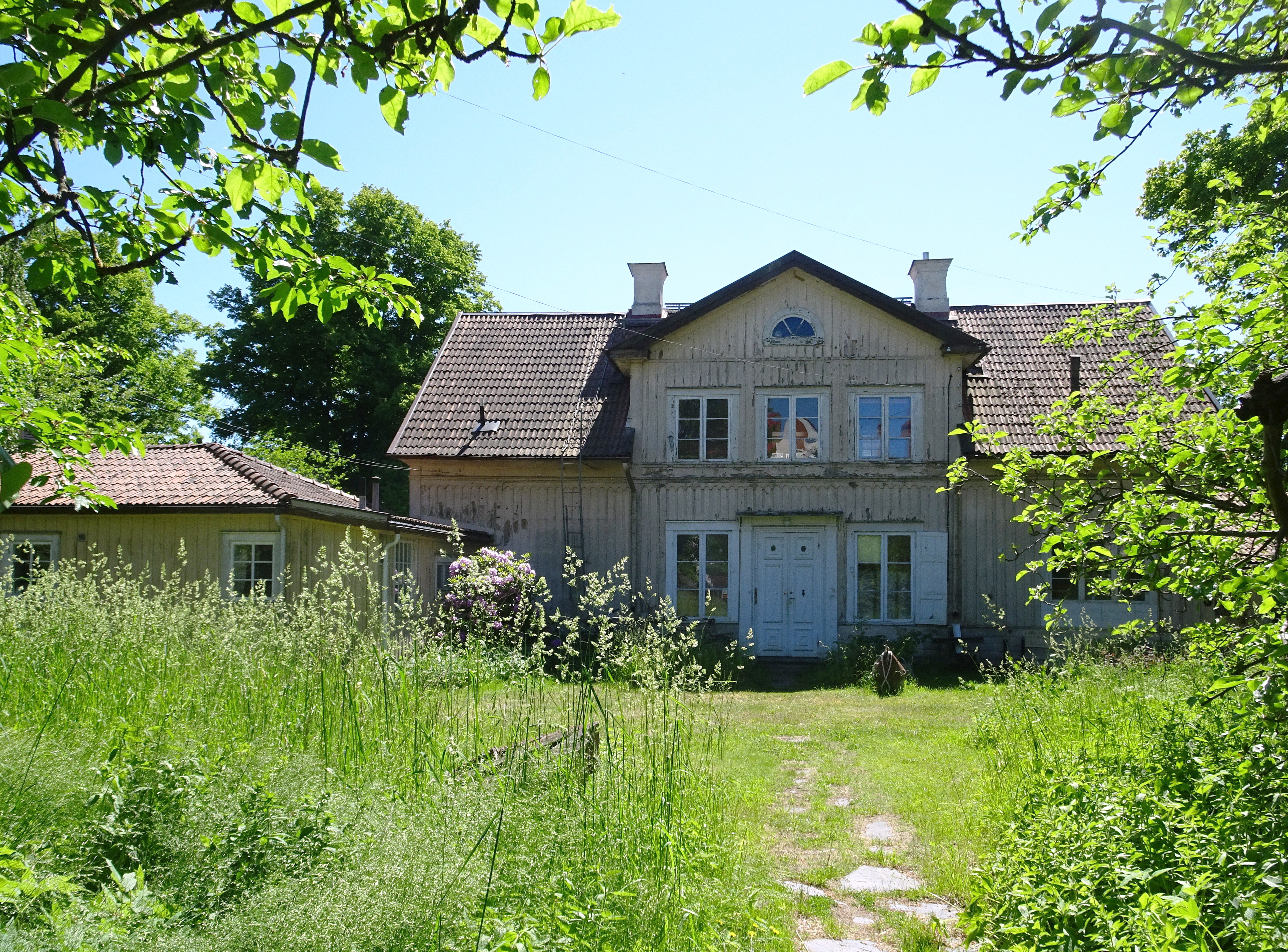
Fasad mot norr.
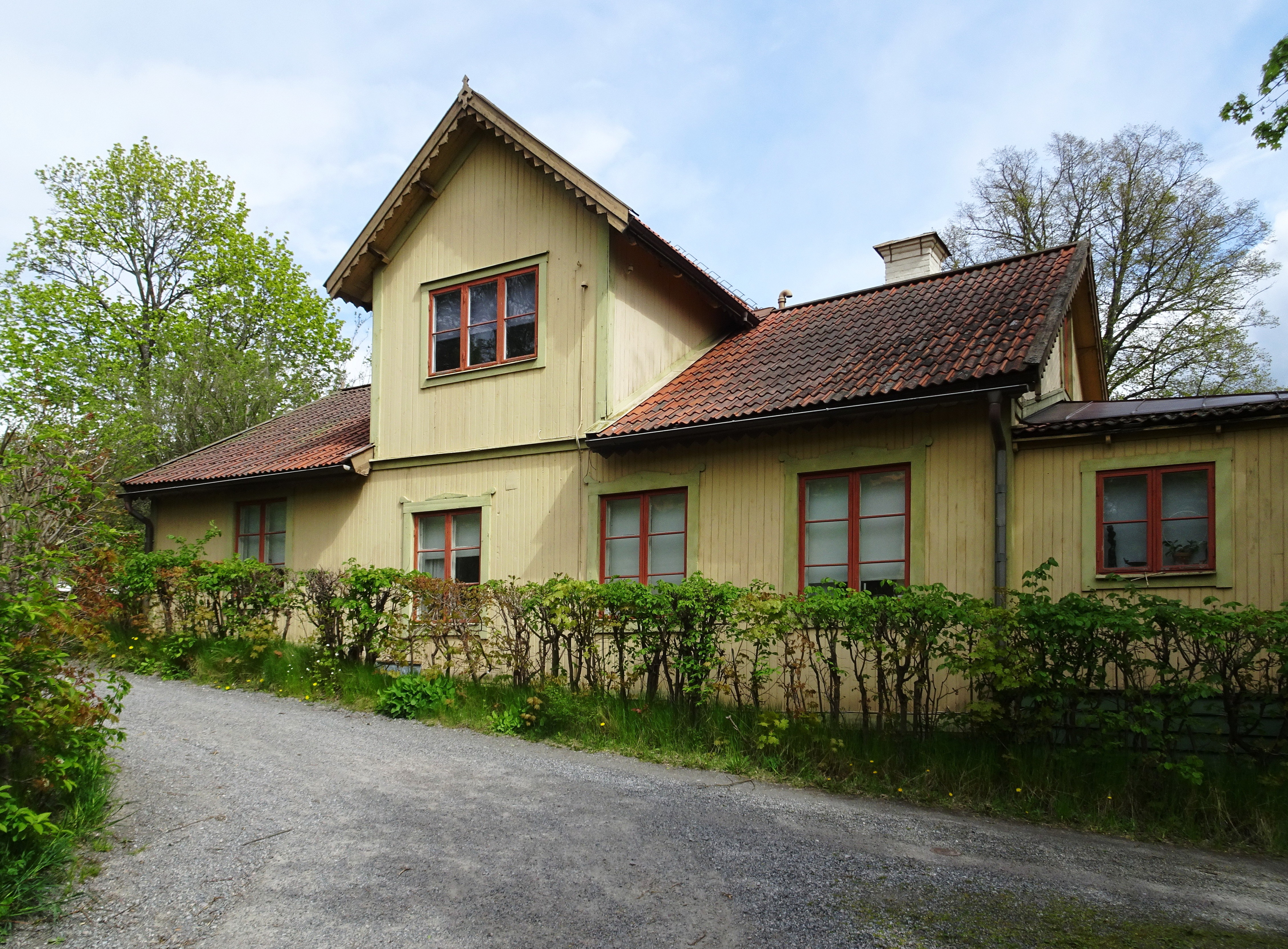
Malmstens västra villa.